# American Stock Exchange
L'American Stock Exchange, souvent abrégé en AMEX, est une bourse ayant son siège à New York. L'AMEX constitue l'un des trois plus importants marchés boursiers américains, avec le New York Stock Exchange (la bourse de Wall Street) et le NASDAQ.
L'American Stock Exchange est géré par l'American Stock Exchange LLC, une filiale de la National Association of Securities Dealers, qui exploite également le NASDAQ. L'AMEX est réputée pour avoir des règles souples, ce qui permet à des entreprises plus modestes d'y être cotées, notamment des sociétés étrangères, surtout canadiennes. Le volume des échanges représente 10 % de ceux effectués au NYSE.
L'origine de l'AMEX remonte probablement à l'époque coloniale, quand les agents de change vendaient leurs titres de placement dans la rue, en bravant les intempéries, près de Broad Street et d'Exchange Place. Cette activité ancestrale, qui était fort bruyante, avait fini par générer un système gestuel pour communiquer efficacement dans le brouhaha. En 1921, le marché boursier a été transféré dans l'immeuble qui l'abrite encore aujourd'hui. Elle a été rachetée en 2008 par NYSE Euronext. 